# Дархита
Дархита́ (бур. Дархита — «валёжниковое [место]») — улус в Заиграевском районе Бурятии. Входит в сельское поселение «Новоильинское».

## География
Расположен на левобережье реки Ильки, непосредственно юго-восточнее центра сельского поселения, села Новоильинска, на региональной автодороге Бурятии 03К-013 (Новоильинск — Горхон — Кижа — граница с Забайкальским краем).

## Население
| 2002 | 2010 | 2021 |
| ---- | ---- | ---- |
| 279  | ↘256 | ↘185 |